# Zhang Heng
En aquest nom xinès, el cognom és Zhang.
Zhang Heng (xinès tradicional: 張衡, xinès simplificat: 张衡, pinyin: Zhāng Héng, Wade-Giles: Chang Heng; 78-139 EC) va ser un astrònom, matemàtic, inventor, geògraf, cartògraf, artista, poeta, estadista, i estudiós literari xinès originari de Nanyang, Henan. Va viure durant la Dinastia Han Oriental (25-220 EC) de la història xinesa. Va ser educat a les ciutats capitals de Luoyang i Chang'an, i va començar la seva carrera com un funcionari de menor importància a Nanyang. Finalment, va esdevenir Cap Astrònom, Prefecte de Comandants per Carruatges Oficials, i llavors Membre de Palau a la cort imperial. Les seves postures inflexibles sobre algunes qüestions històriques i de calendari van portar a Zhang ser considerat una figura polèmica, el qual li va impedir esdevenir un historiador oficial de la cort. La seva rivalitat política amb els eunucs del palau durant el regnat de l'Emperador Shun (r. 125–144) va portar a la seva decisió de retirar-se de la cort central per servir com a administrador de Hejian, a Hebei. Ell va tornar de la seva casa a Nanyang per un breu període, abans de ser cridat per servir a la capital, una vegada més en el 138. Ell transí allí un any més tard, en el 139 EC. Pel segle ii EC es creu que inventà el primer sismògraf Didong Yi, i hi ha investigadors que en dubten de la veracitat o exactitud d'açò.
Zhang Heng va començar la seva carrera com assistent civil menor a Nanyang. Eventualment, va esdevenir Astrònom en Cap, Prefecte dels Grans Mestres per als Carros Oficials, i després ecom assistent de palau a la cort imperial. La seva postura intransigent en qüestions històriques i calendàriques va portar a convertir-se en una figura polèmica, impedint l'augment a la categoria de Gran Historiador. La seva rivalitat política amb els eunucs de palau durant el regnat de l'Emperador Shun (r. 125–144) va portar a la seva decisió de retirar-se de la cort central per servir com a administrador de Hejian a Hebei. Zhang va tornar a casa a Nanyang per un curt temps, abans de ser demanat a servir a la capital un cop més en 138. Allà va morir un any després, en 139.
Zhang va aplicar els seus coneixements de mecànica i engranatges en diverses de les seves invencions. Va inventar, per primera vegada, l'esfera armil·lar d'accionament hidràulic per assistir l'observació astronòmica; va millorar el flux d'entrada del rellotge d'aigua mitjançant l'addició d'un altre tanc; i va inventar el primer sismòmetre del món, que discernia la direcció cardinal d'un terratrèmol a una distància de 500 km. Ell va millorar els càlculs anteriors xinesos de pi. A més de documentar unes 2.500 estrelles en el seu extens catàleg estel·lar, Zhang també postula teories sobre la Lluna i la seva relació al Sol: específicament, va discutir l'esfericitat de la Lluna, la seva il·luminació reflectida per la llum solar en una cara i la natura oculta de l'altre, i l'explicació dels eclipsis solar i lunar. La seva poesia fu (rapsòdia) i shi va ser reconeguda en el seu temps, estudiada i analitzada pels escriptors xinesos posteriors. Zhang va rebre molts honors pòstums per la seva erudició i enginy; alguns erudits moderns han comparat el seu treball en astronomia al del grecoromà Ptolemeu (AD 86–161).

## Joventut

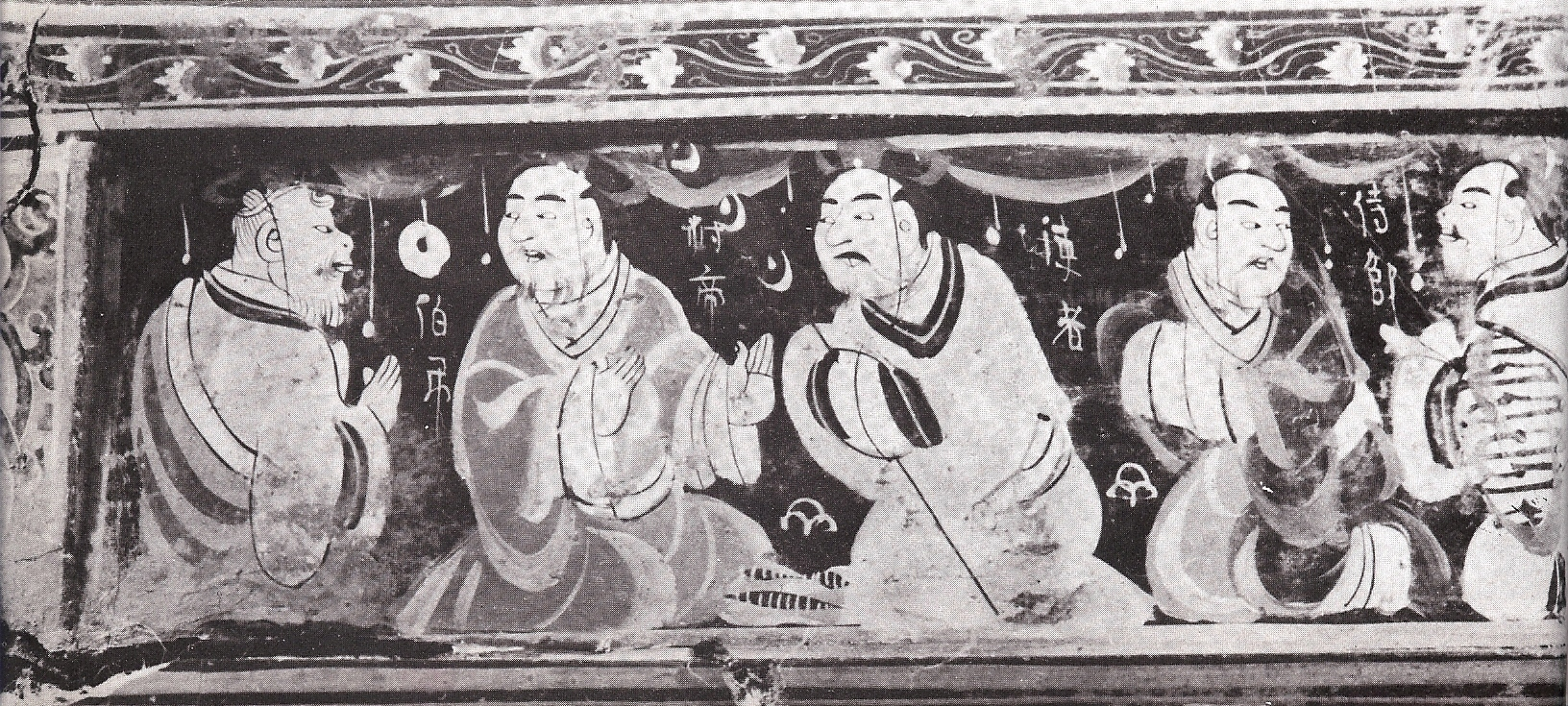
Una escena del segle II pintada en laca en un quadre que mostra la cistella de personatges famosos de la història de la Xina que eren convertits en pietat filial: Zhang Heng va arribar a ser molt versat en una edat primerenca dels clàssics xinesos i la filosofia de la Xina en temps anteriors.

Nascut en el poble de Xi'e a Comandat de Nanyang (al nord de la moderna ciutat de Nanyang a la província Henan), Zhang Heng provenia d'una família distingida, però no gaire rica. El seu avi Zhang Kan havia estat governador d'un comandament i un dels líders que van donar suport a la restauració de la Han per l'Emperador Guangwu (r. 25–57), després de la mort de l'usurpador Wang Mang de Xin (AD 9–23). Als deu anys, el pare de Zhang va morir, deixant-lo a la cura de la seva mare i la seva àvia. Un consumat escriptor en la seva joventut, Zhang va sortir de casa l'any 95 per prosseguir els seus estudis a les capitals de Chang'an i Luoyang. Mentre viatja a Luoyang, Zhang va passar per una font termal prop de la Muntanya Li i li va dedicar un dels seus primers poemes fu. Aquest treball, titulat "Fu en les fonts termals" (Wēnquán fù 溫泉賦), descriu la multitud de persones que assisteixen a les aigües termals, que més tard es va fer famós com les "aigües termals de Huaqing", un refugi favorit de la concubina imperial Yang Guifei durant la dinastia Tang. Després d'estudiar durant alguns anys a Taixue de Luoyang, va ser versat en els clàssics i amistats amb diverses persones notables, entre ells el matemàtic i cal·lígraf Cui Yuan (78–143), l'oficial i comentarista filosòfic Ma Rong (79–166), i el filòsof Wang Fu (78–163). Les autoritats governamentals van oferir cites a Zhang en diverses oficines, incloent una important posició com un dels Secretaries Imperials, però, ell va actuar amb modèstia i va declinar. Als vint-i-tres anys, va tornar a casa amb el títol "Officer of Merit in Nanyang", servint com el mestre de documents sota l'administració del Governador Bao De (a l'oficina entre 103–111). Com se'l va acusar de compondre inscripcions i cants pel governador, ell va guanyar experiència en la redacció de documents oficials. Com Oficial al Mèrit en la comandància, també va ser responsable de cites locals per a oficina i va rebre recomanacions a la capital per a un càrrec més alt. Va passar gran part del seu temps component rapsòdies a les capitals. Quan Bao De se li va demanar que anés a la capital en 111 per servir com a ministre de finances, Zhang va continuar la seva obra literària a la casa de Xi'e. Zhang Heng va començar els seus estudis d'astronomia a l'edat dels trenta i va començar a publicar les seves obres en astronomia i matemàtiques.

## Carrera oficial
En 112, Zhang va ser convocat a la cort de l'Emperador An (r. 106–125), que va sentir de les seves habilitat en matemàtiques. Va estar nominat a servir a la capital, Zhang va ser escortat amb carro—un símbol de la seva distinció oficial a Luoyang, on ell va esdevenir treballador pel Secretariat Imperial. Va ser promogut per a Cap d'Astrònoms per a la cort, servint el seu primer mandat entre 115 i 120 sota l'Emperador An i el seu segon en l'emperador successor entre 126 i 132. Com a Cap d'Astrònoms, Zhang va ser un subordinat del Ministre de Cerimònies, un del Nou Ministres encapçalats just per sota de les Tres Excel·lències. A més va realitzar observacions del cel relacionades amb els presagis, preparant el calendari, i informant quins dies eren propicis i quins dolents, Zhang també va estar al càrrec d'una prova literària avançada per a tots els candidats al Secretariat Imperial i el Censurat, ambdues institucions necessitaven que els seus membres coneguessin almenys 9.000 caràcters i tots els principals estils d'escriptura. Sota l'Emperador An, Zhang també va servir com a Prefecte dels Majors dels Carruatges Oficials sota el Ministeri de Guàrdia, a canvi de rebre memorials al tron (assaigs formals en política i administració) així també com a nominacions per a cites oficials.

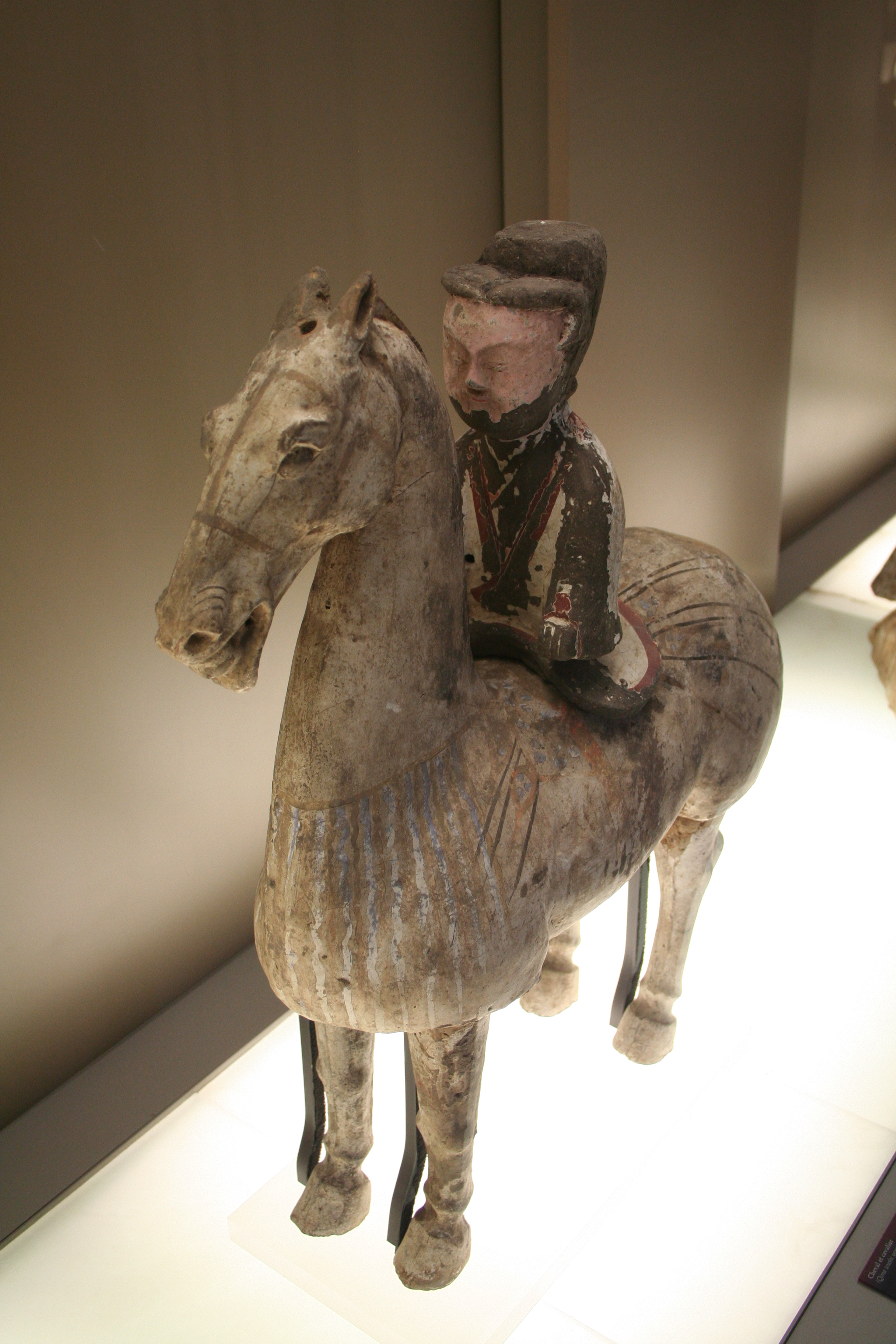
Una figura d'un cavaller de terracota de Han de l'Oest amb vestit tradicional i barret. Com a Cap d'Astrònoms, Zhang Heng va guanyar un salari fixe i unes 600 fanegues de gra (que eren commutats a pagaments en moneda de divises o sacs de seda), i així ell podia portar un tipus específic de roba, en un carruatge personalitzat i portar un emblema únic per remarcar el seu estat en la jerarquia oficial.

Quan l'oficial del govern Dan Song va proposar el calendari xinès per ser reformat en 123 per adoptar uns certs ensenyament apòcrif, Zhang es va oposar a la idea. Ell va considerar que els ensenyaments seria qüestionats i introduiria errors. Altres van compartir l'opinió de Zhang i no es va alterar el calendari, tot i així Zhang va proposar que l'escriptura apòcrifa fos prohibida però va ser rebutjada. Els oficials Liu Zhen i Liu Taotu, membres d'un commitè per escriure la història dinàstica Dongguan Hanji (東觀漢記), buscaven permís de la cort per consultar a Zhang Heng. No obstant, Zhang va ser exclòs d'assistir al comitè a causa de les seves opinions controversistes de l'apòcrifa i la seva objecció de la relegació de l'Emperador Gengshi (r. 23–25) en el paper de la restauració de la Dinastia Han com a menor de l'Emperador Guangwu. Liu Zhen i Liu Taotu van ser els únics historiadors aliats de Zhang a la cort, i després de les seves morts Zhang no va tenir més oportunitats per a la promoció a un prestigiós lloc de treball a la cort com a historiador.
Malgrat el seu revés en la seva carrera oficial, Zhang va ser reelegit com a Cap d'Astrònoms el 126 després que l'Emperador Shun de Han (r. 125–144) va ascendir al tron. El seu treball intensiu en el camp de l'astronomia va ser recompensat només amb rang i salari de 600 bushels, o shi, de gra (majoritàriament commutat a diners xinesos o sacs de seda). Per posar aquesta xifra en context, en una jerarquia de vint files d'oficials, el funcionari de menor salari guanyava el rang i sou de 100 bushels i el funcionari més ben pagat guanyava 10.000 bushels durant els Han. El rang de 600 va ser el més baix que l'emperador podia nomenar directament a una posició del govern central; qualsevol funcionari de categoria inferior va ser supervisat per funcionaris centrals o provincials d'alt rang.
En 132, Zhang va introduir un intricat sismòmetre a la cort, que segons ell podria detectar la direcció cardinal precisa d'un terratrèmol llunyà. En una ocasió el seu dispositiu va indicar que un terratrèmol havia ocorregut al nord-oest. Com no hi havia tremolor perceptible a la capital, els seus enemics polítics van ser breument capaços d'assaborir el fracàs del seu dispositiu, fins que un missatger va arribar poc després per informar que un terratrèmol havia passat entre 400 km i 500 km al nord-oest de Luoyang a la província de Gansu.

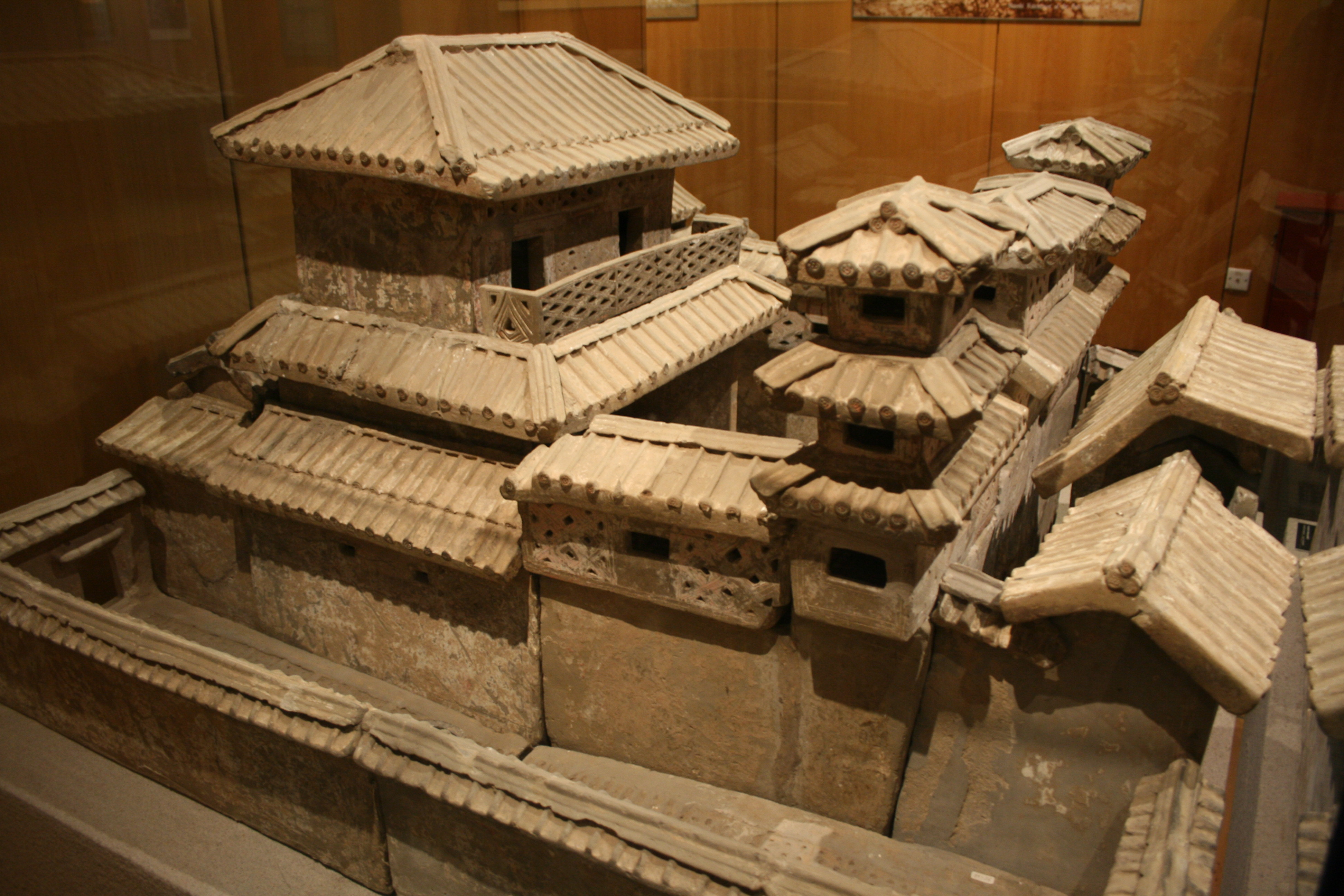
Una ceràmica en miniatura d'un palau fet durant la Dinastia Han; com a assistent de palau, Zhang Heng va tenir accés personal a l'Emperador Shun i el dret d'escortar-lo

Un any després que Zhang presentés el seu sismòmetre a la cort, es va demanar als funcionaris i candidats a presentar observacions sobre una sèrie de terratrèmols recents que podria interpretar com a signes de desgrat del Cel. Els antics xinesos veien les calamitats naturals com a càstigs cosmològics per les malifetes que van ser perpetrats pel governant xinès o els seus subordinats a la Terra. En el memorial de Zhang discutint les raons darrere d'aquests desastres naturals, va criticar el nou sistema de contractació de Zuo Xiong, que fixa l'edat dels candidats elegibles per al títol "Filial i incorrupte" als quaranta anys. El nou sistema també va transferir el poder de l'avaluació dels candidats a les Tres Excel·lències en comptes dels generals de la Casa, que per tradició va supervisar els assumptes dels cavallers de la cort. Tot i que el memorial de Zhang va ser rebutjat, la seva condició va ser significativament elevada poc després a Acompanyant de Palau, una posició que ell utilitza per influir en les decisions de l'emperador Shun. Amb aquesta nova posició de prestigi, Zhang va guanyar un sou de 2.000 bushels i tenia el dret d'acompanyar a l'emperador.
Com a Acompanyant de Palau de l'Emperador Shun, Zhang Heng va tractar de convèncer-lo que els eunucs de la cort representaven una amenaça per a la cort imperial. Zhang va assenyalar exemples específics d'intrigues cortesanes amb la implicació d'eunucs, i va convèncer a Shun que ell ha d'assumir una major autoritat i limitar la seva influència. Els eunucs van intentar difamar Zhang, que va respondre amb una rapsòdia fu anomenada "Fu en Reflexionant sobre el Misteri", que descarrega la seva frustració. Rafe de Crespigny estableix que la rapsòdia de Zhang utilitza imatgeria similar al poema "Li Sao" de Qu Yuan (340–278 BC) i es va centrar en si els homes bons han de fugir del món corromput o romandre-hi virtuosos.

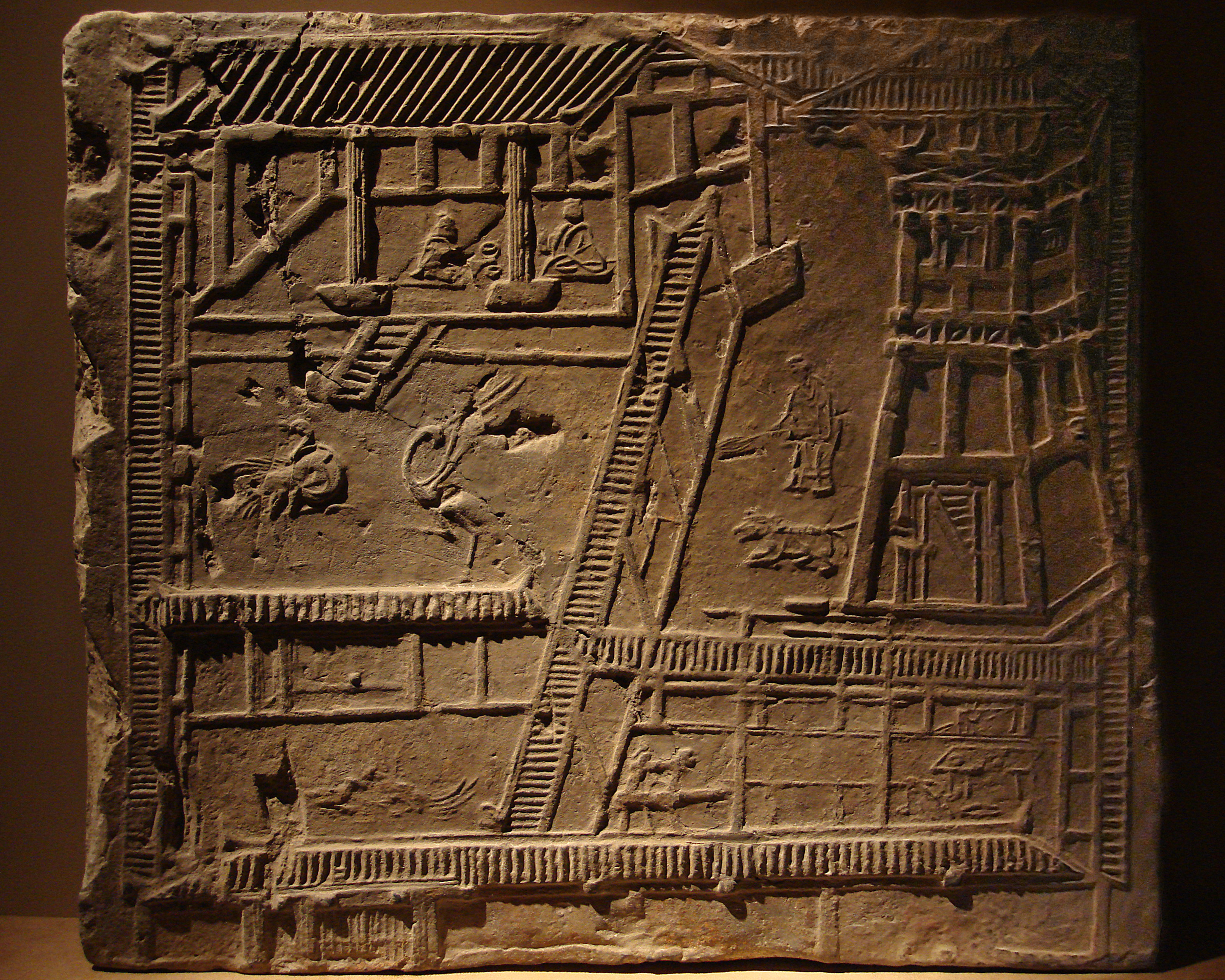
Una tomba de maó del Han Oriental que representa el pati de la casa d'una família rica. Zhang va gaudir d'un breu període de jubilació a casa Xi'e, Nanyang, abans de ser cridat de nou a la capital, on va morir en 139.

## Literatura i poesia

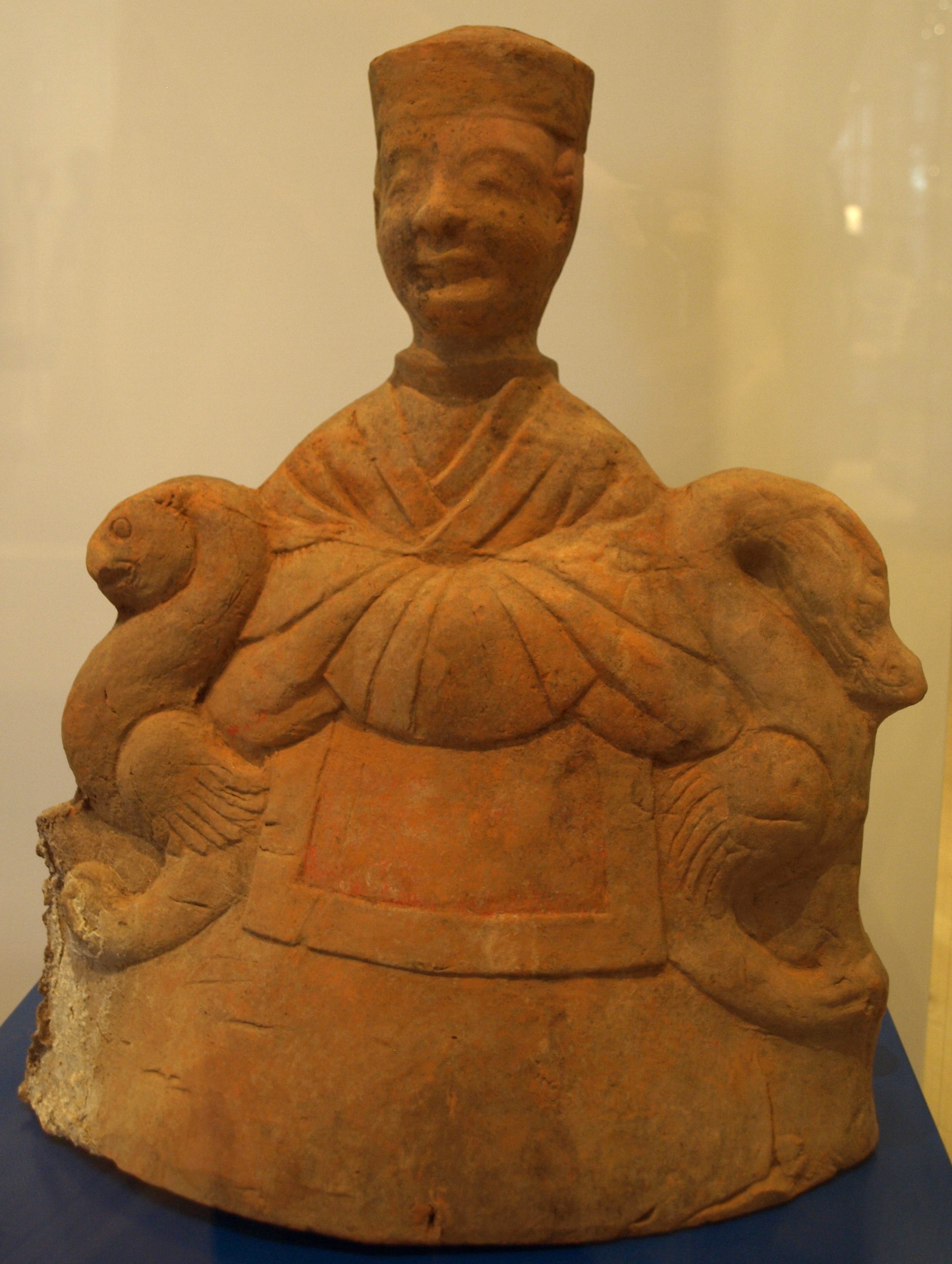
Una figura de pisa del Han Oriental de Xiwangmu. Zhang va fantasiar amb ella a la seva "Rapsòdia en la contemplació del misteri" (思玄賦), però, els plaers de la carn i la immortalitat que podia oferir no era de manera temptadora suficient per influir en el seu cor que es va establir en altres llocs.

Mentre treballava per la cort central, Zhang Heng havia tingut accés a una varietat de materials escrits situats a l'Arxiu del Pavelló Oriental. Zhang va llegir moltes de les grans obres de la història en el seu dia i va afirmar que havia trobat deu casos en els Actes del Gran Historiador per Sima Qian (145–90 BC) i el Llibre de Han per Ban Gu (AD 32–92) diferien d'altres textos antics que va revisar. El seu relat va ser preservat i es registra en el text del segle v del Llibre de Han posterior per Fan Ye (398–445). Les seves rapsòdies i altres obres literàries mostren un profund coneixement dels textos clàssics, la filosofia xinesa, i historietes. També va compilar un comentari sobre el Taixuan (太玄, "Gran Misteri") per l'autor taoista Yang Xiong (53 BC–AD 18).
Xiao Tong (501–531), un príncep de la corona de la Dinastia Liang (502–557), va immortalitzar diverses de les obres de Zhang en la seva antologia literària, les Seleccions de Literatura Refinada (Wen xuan 文選). Les rapsòdies de Zhang (賦, fu) inclouen "Rapsòdia Metròpoli de l'Oest" (西京賦), "Rapsòdia Metròpoli de l'Est" (東京賦), "Rapsòdia Metròpoli del Sud" (南都賦), "Rapsòdia en la contemplació del misteri" (思玄賦), i "Rapsòdia sobre el Retorn als camps" (歸田賦). Aquests últims uneixen idees taoistes amb el Confucianisme i va ser un precursor de la posterior poesia xinesa de naturalesa metafísica, d'acord amb Liu Wu-chi. Un conjunt de quatre poemes lírics breus (shi 詩) amb el títol de "Poemes lírics a Quatre Dolors" (四愁詩), també s'inclouen en el prefaci de Zhang. Aquest conjunt constitueix alguns dels primers heptasil·labics escrits en poesia xinesa shi. Encara a Luoyang, Zhang es va inspirar per escriure la seva "Rapsòdia Metròpoli de l'Oest" i "Rapsòdia Metròpoli de l'Est", que es basava en "Rapsòdia en les dues capitals" per l'historiador Ban Gu. El treball de Zhang va ser similar a Ban, encara que aquest últim va elogiar plenament el règim de Han de l'Est contemporani, mentre que Zhang proporciona una advertència que podria patir la mateixa sort que la Dinastia Han Occidental si també es va reduir en un estat de decadència i depravació moral. Aquestes dues obres van satiritzar i criticar el que va veure com el luxe excessiu de les classes altes. En el "Rapsòdia de la Capital del Sud" de Zhang va commemorar la seva ciutat natal, Nanyang, llar del restaurador de la Dinastia Han, Guangwu.

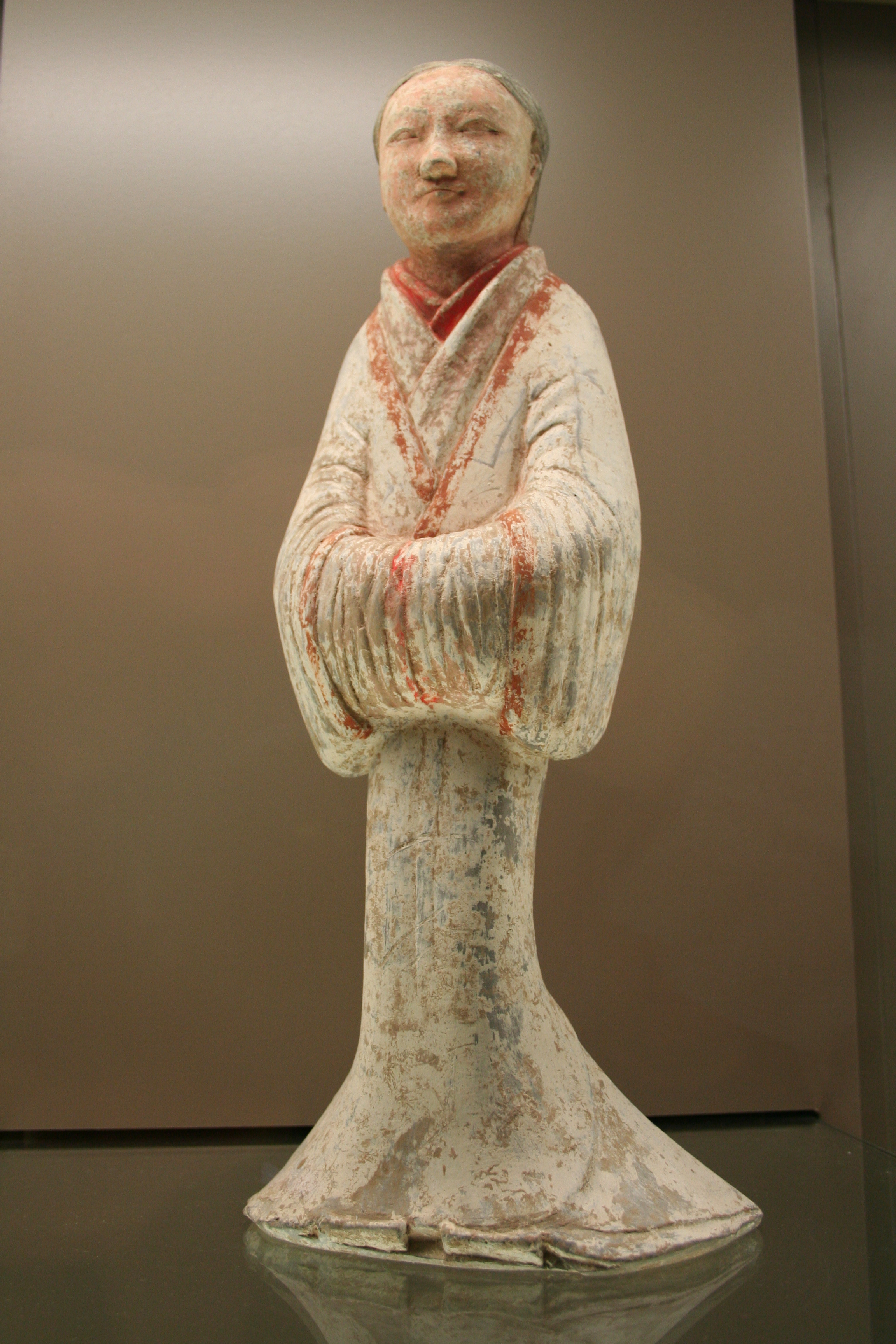
Una figura Han de terracotta d'una senyora que serveix. En la seva poesia, Zhang Heng va expressar la seva afinitat per les dones plenes de gràcia i encomiables. A més de ser un pintor, Zhang també va elaborar escultures de figurins similars.

En el poema de Zhang Heng "Quatre Dolors", es lamenta que ell és incapaç de festejar una dona bella a causa de l'impediment de muntanyes, neus i rius. Rafe de Crespigny, Tong Xiao, i David R. Knechtges afirmen que Zhang va escriure això com una insinuació fent al·lusió a la seva incapacitat per mantenir-se en contacte amb l'emperador, obstaculitzat pels rivals indignes i petits homes. Aquest poema és un dels primers a la Xina per tenir set paraules per línia. En "Qautre Dolors" es llegeix:
|            | A Taishan queda la meva estimada núvia, Però Liangfu ens manté sempre a part; Mirant a l'est, trobo que les llàgrimes comencen. Ella em dona una espasa per al meu delit; Una de jade li dono com a recompensa. Estic perdut quan la perdo de vista; Per què hauria em preocupo tota la nit? |
| Zhang Heng | |

En un altre poema seu anomenat "Estabilitzant les Passions" (定情賦) — preservat en una enciclopèdia de la Dinastia Tang (618–907), però es fa referència anteriorment per Tao Qian (365–427) en lloança del minimalisme líric de Zhang — Zhang mostra la seva admiració per una dona atractiva i exemplar. Aquest tipus més simple de poema fu influenciat en obres posteriors pel funcionari prominent i estudiós Cai Yong (132–192). Zhang va escriure:
|            | Ah, la bellesa casta d'aquesta dona seductora! Ella brilla amb els encants de flors i la cara que floreix. Ella és única entre totes les seves contemporànies. Ella és sense igual entre les seves companyes. |
| Zhang Heng | |

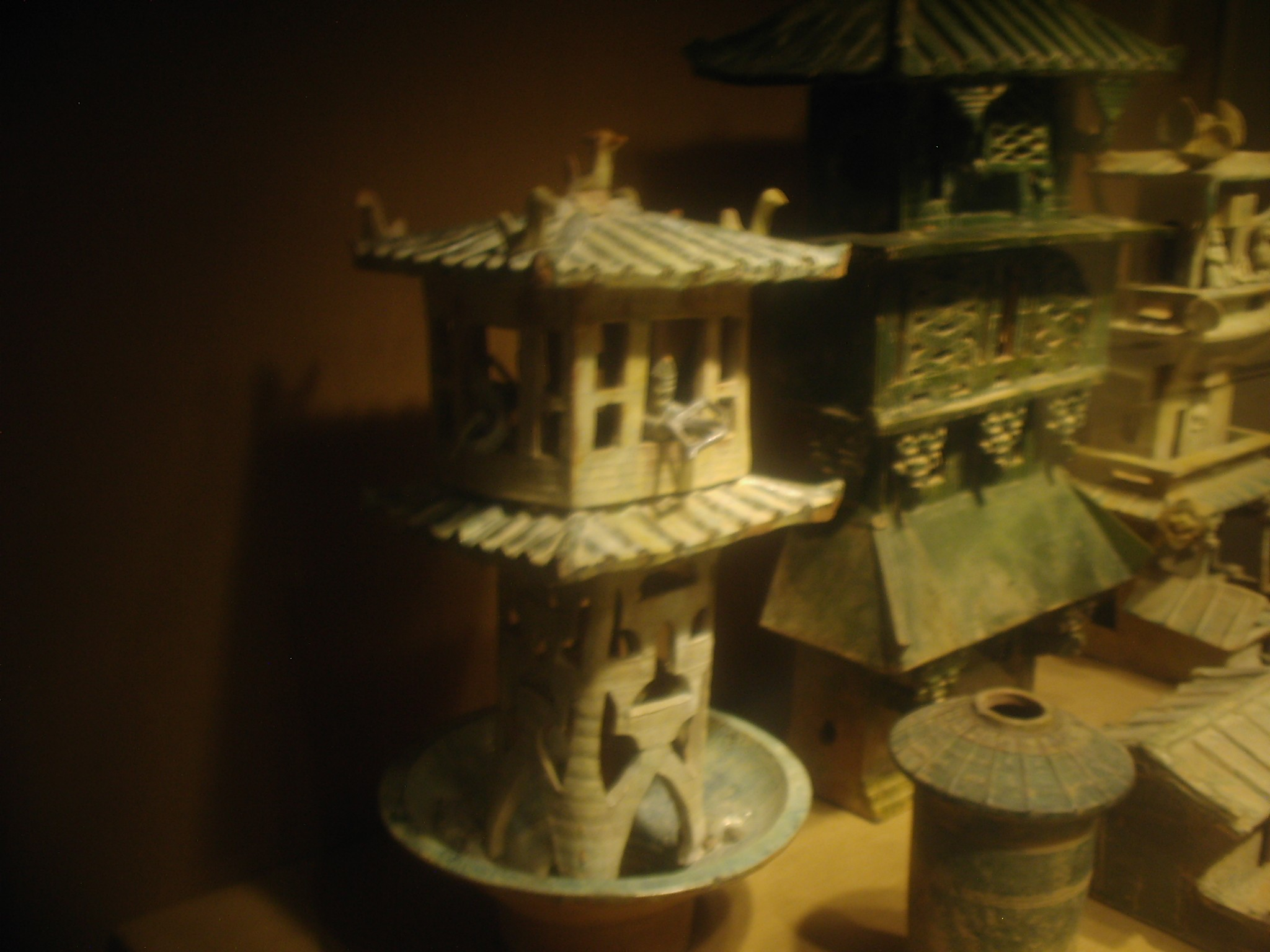
Models de tombes de vigilants de torres del Han Oriental; el de l'esquerra hi ha ballesters al balcó superior. Zhang va escriure que els emperadors de Han Occidental van ser entretinguts per les exhibicions de tir amb arc des dels balcons de les torres al llarg del llac de Kunming de Chang'an.

Els llargs poemes lírics de Zhang també van revelar una gran quantitat d'informació sobre la trama urbana i la geografia bàsica. La seva rapsòdia "Senyor Basat en No Res" proporciona detalls sobre el terreny, palaus, parcs de caça, mercats i edificis prominents de Chang'an, la capital de Han de l'Oest. Com a exemple de la seva atenció als detalls, la seva rapsòdia a Nanyang va descriure jardins plens d'alls tendres, brots de bambú de l'estiu, porros de tardor, naps i raves d'hivern, perilla, evodia, i el gingebre porpra. L'escriptura de Zhang Heng confirma la mida del parc de caça imperial en els suburbis de Chang'an, com la seva estimació de la circumferència de la paret circumdant del parc està d'acord amb l'estimació de l'historiador Ban Gu de més o menys 400 li (un li en el temps de Han va ser igual a 415,8 m, fent de la circumferència de la paret del parc en 166.320 m). Conjuntament amb Sima Xiangru (179–117 BC), Zhang enumera una varietat d'animals i el joc de la caça que habita al parc, que es divideix en les parts nord i sud del parc d'acord amb el lloc on els animals havien vingut originalment de: nord o el sud de la Xina. Una cosa similar a la descripció de Sima Xiangru, Zhang va descriure els emperadors Han Occidental i el seu entorn gaudint de passejades en vaixell, jocs aquàtics, pesca, i exhibicions de tir amb arc amb aus i altres animals amb fletxes de corda des de la part superior de torres altes al llarg del llac de Kunming de Chang'an. L'enfocament de l'escriptura de Zhang en llocs específics i els seus terrenys, la societat, la gent i els seus costums també es podria veure com els primers intents de categoritzaciço etnogràfica. En el seu poema "Xijing fu", Zhang mostra que ell estava al corrent de la nova religió estrangera de Budisme, introduït a través de la Ruta de la Seda, així com la llegenda del naixement de Buddha amb la visió de l'elefant blanc aconseguint la concepció. En la seva "Rapsòdia a la Metròpoli de l'Oest" (西京賦), Zhang va descriure els entreteniments de la cort com a juedi (角抵), una forma de lluita teatral acompanyat de música en què els participants envestien caps amb màscares de banya de bou.

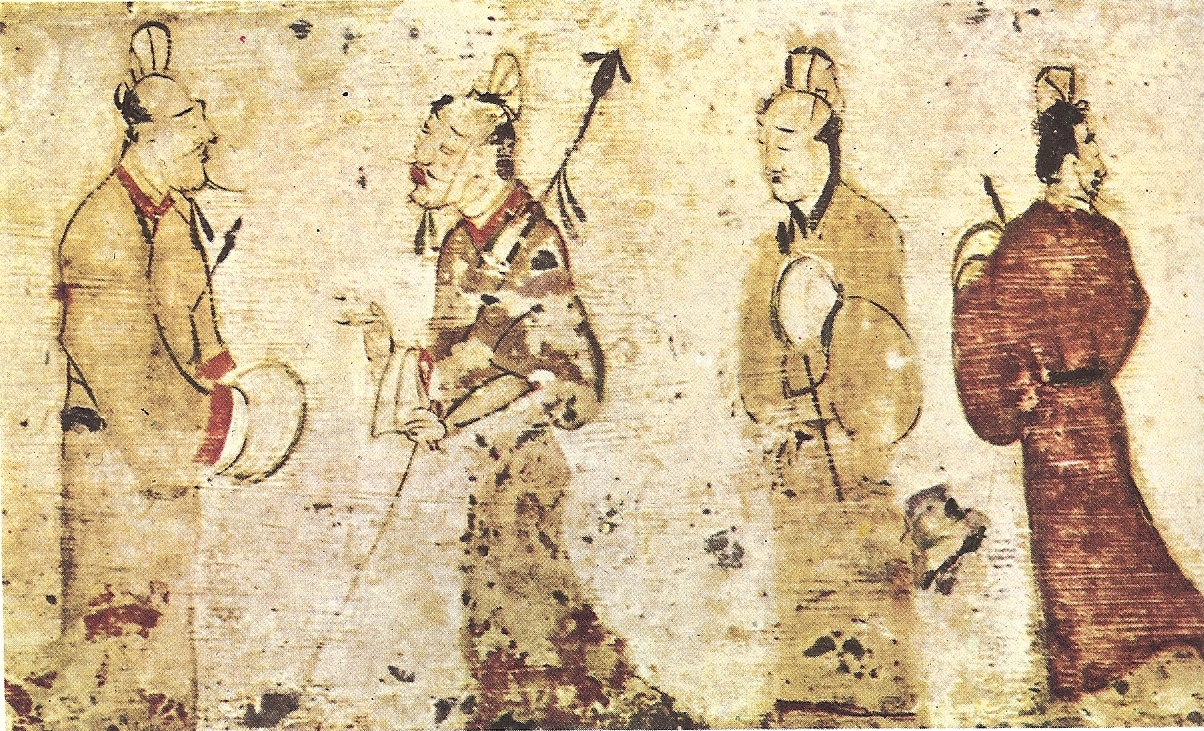
Pintura en una tomba del Han Oriental de dos homes absorts en la conversa; el shelun de Zhang o el discurs hipotètic, que participen d'un diàleg escrit entre persones imaginàries o reals per demostrar com es pot portar una vida exemplar

En el seu "Responent a les Crítiques" (Ying jian 應間), una obra com a model de "Justificació Contra el Ridícul" de Yang Xiong, Zhang va ser un escriptor precoç i defensor del gènere literari xinès shelun, o el discurs hipotètic. Els autors d'aquest gènere van crear un diàleg escrit entre ells i una persona imaginària (o un visitant humà del seu entorn o de l'associació); aquest últim planteja preguntes a l'autor sobre la manera de portar una vida reeixida. També va utilitzar com un mitjà per criticar-se a si mateix per no haver obtingut un alt càrrec, però arribant a la conclusió que la veritable mostra de cavaller amb virtut en comptes de la cobdícia pel poder. En aquest treball, Dominik Declercq afirma que la persona instant a Zhang per avançar en la seva carrera en un moment de la corrupció del govern molt probablement representat als eunucs o els parents poderosos de l'Emperadriu Liang (116–150) del clan Liang. Declercq assenyala que aquests dos grups haurien estat "ansiosos per saber si aquest famós erudit podria ser atret al seu costat", però Zhang va rebutjar de ple aquesta adaptació en declarar en aquesta peça de càrrega política de la literatura que la cerca de la virtut del cavaller triomfa sobre qualsevol desig del seu poder.
Zhang va escriure sobre les diverses històries d'amor dels emperadors insatisfets amb l'harem imperial, de sortir a la ciutat d'incògnit a buscar prostitutes. Això va ser vist com una crítica general dels emperadors de Han de l'Est i els seus favorits imperials, encoberts en la crítica d'anteriors emperadors del Han Occidental. A més de criticar els emperadors del Han Occidental de la decadència del luxe, Zhang també va assenyalar que el seu comportament i les cerimònies no s'ajustaven correctament amb les creences cícliques xineses al yin i yang. En un poema criticant l'anterior dinastia Han de l'Oest, Zhang va escriure:
|            | Els que van guanyar aquest territori eren forts; Els que en depenien van suportar. Quan un corrent és llarg, la seva aigua no és fàcilment esgotada. Quan les arrels són profundes, no es podreixen fàcilment. Per tant, com l'extravagància i l'ostentació se'ls va donar curs, L'olor acre es va convertir cada vegada més efusiu. |
| Zhang Heng | |

## Èxits en ciència i tecnologia

### Astronomia i matemàtiques

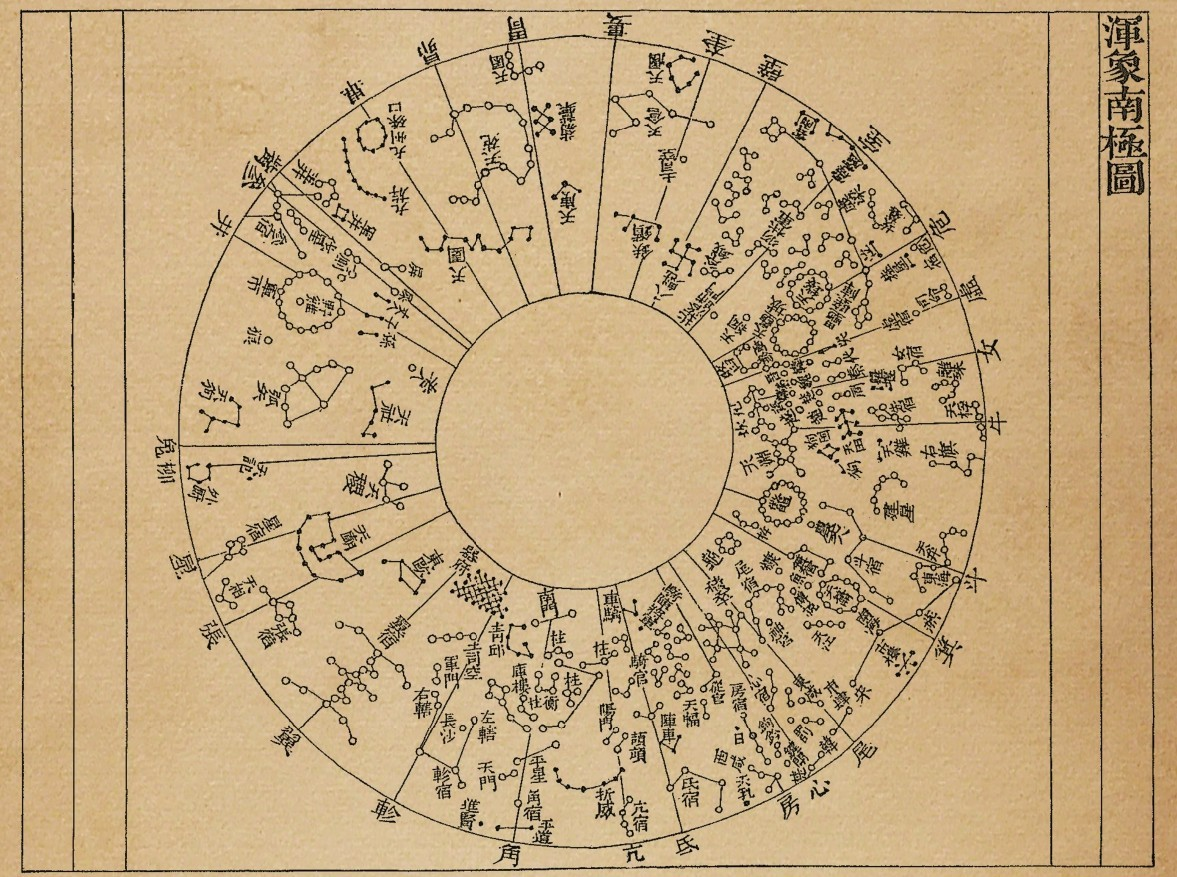
Mapa estel·lar imprès de Su Song (1020–1101) que mostra la projecció del pol sud

Durant segles els xinesos van aproximar el Nombre π a 3; Liu Xin (d. AD 23) havia fet el primer intent xinès conegut en un càlcul més precís de 3,1457, però no hi ha cap registre que detalla el mètode que es fa servir per obtenir aquesta xifra. En el seu treball al voltant de 130, Zhang Heng va comparar el cercle celeste al diàmetre de la Terra, proporcionant primer com a 736 i després com a 232, així com el càlcul de pi a 3,1724. En els dies de Zhang, la proporció 4:3 se li va donar per a l'àrea d'un quadrat a la zona del seu cercle inscrit i el volum d'un cub i el volum de l'esfera inscrita també ha de ser 4²:3². A la fórmula, amb D com a diàmetre i V com a volum, D3:V = 16:9 o V={\displaystyle {\tfrac {9}{16}}}D3; Zhang es va adonar que el valor per al diàmetre en aquesta fórmula no era exacta, i va assenyalar la discrepància com el valor donat per la relació. Zhang després va intentar posar remei a això mitjançant la modificació de la fórmula amb un addicional {\displaystyle {\tfrac {1}{16}}}D3, per tant V={\displaystyle {\tfrac {9}{16}}}D3 + {\displaystyle {\tfrac {1}{16}}}D3 = {\displaystyle {\tfrac {5}{8}}}D3. Amb la relació del volum del cub de l'esfera inscrita en 8:5, la relació implícita de l'àrea del quadrat per al cercle és √8:√5. D'aquesta fórmula, Zhang calcula pi com l'arrel quadrada de 10 (o aproximadament 3,162). Zhang també calcula pi com {\displaystyle {\tfrac {730}{232}}} = 3,1466 en el seu llibre Ling Xian (靈憲). En el segle iii, Liu Hui havia fet el càlcul més precís amb el seu algoritme π, cosa que li va permetre obtenir el valor de 3,14159. Més tard, Zu Chongzhi (429–500) va aproximar-se a pi en {\displaystyle {\tfrac {355}{113}}} o 3,141592, el càlcul més exacte de pi que aconseguirien els antics xinesos.

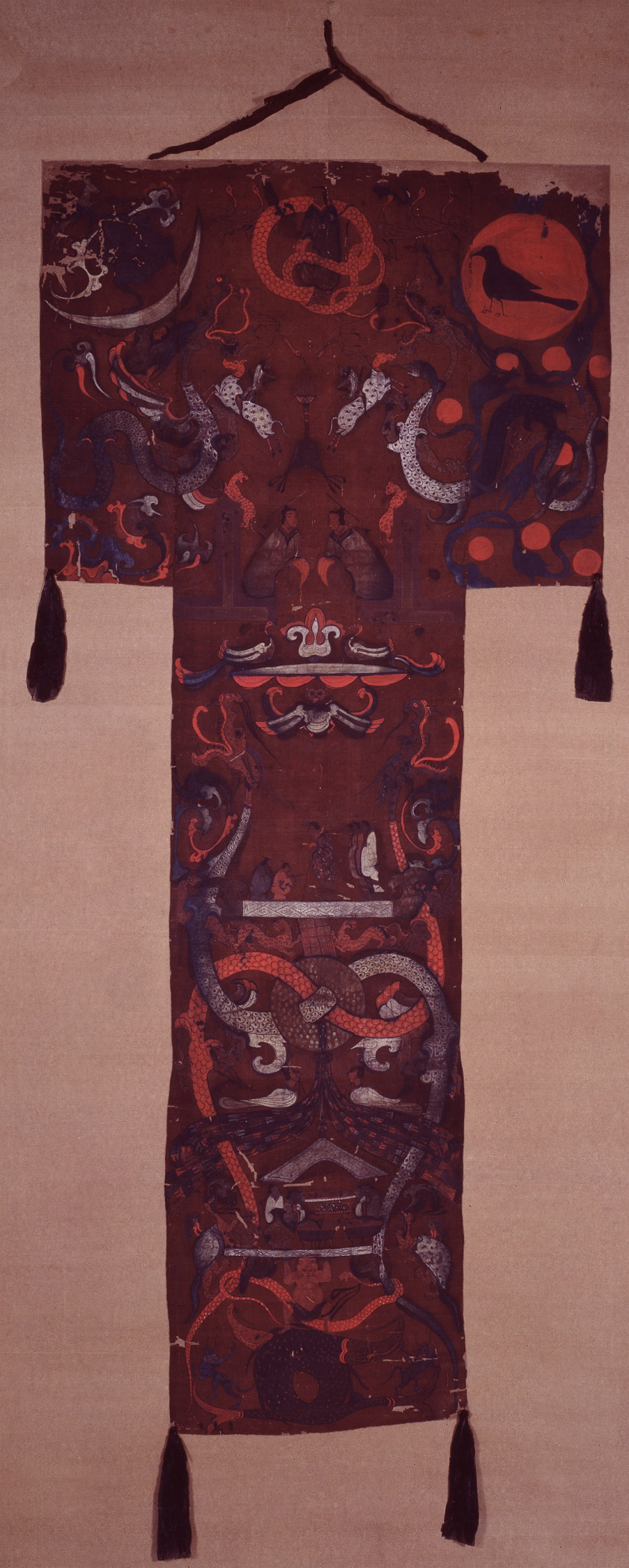
Una bandera xinesa de seda de la Dinastia Han de l'Oest d'una tomba del segle II a.C. a Mawangdui; aquesta bandera funerària mostra una lluna platejada a la part superior esquerra i el sol a la part superior dreta, les seves corresponents representacions cosmològiques del gripau i el corb.

En la seva publicació de 120 dC anomenat La Constitució Espiritual de l'Univers (靈憲, Ling Xian, lit. "Model Sublim"), Zhang Heng va teoritzar que l'univers era com un ou "tan rodó com una piloteta de ballesta" amb les estrelles a la closca i la Terra com el centre del rovell. Aquesta teoria de l'univers és congruent amb el model geocèntric en contraposició al model heliocèntric. Tot i que en els antics Regnes Combatents (403–221 aC), els astrònoms xinesos Shi Shen i Gan De van compilar el primer catàleg d'estrelles en el segle iv aC; no obstant això, Zhang va catalogar 2.500 estrelles que va col·locar en una categoria "altament brillants" (els xinesos van estimar un total de 14.000), i va reconèixer 124 constel·lacions. En comparació, aquest catàleg d'estrelles va incloure moltes més estrelles que els 850 documentats per l'astrònom grec Hiparc (c. 190–c.120 aC) al seu catàleg, i més que Ptolemeu (AD 83–161), que va catalogar més de 1.000. Zhang va r la teoria de la "influència de radiació" per explicar els eclipsis solar i lunar, una teoria que es va oposar Wang Chong (AD 27–97). En el Ling Xian, Zhang va escriure:
El Sol és com el foc i la Lluna com l'aigua. El foc dona la llum i l'aigua la reflecteix. Per tant, la brillantor de la lluna es produeix a partir de la radiació del Sol, i la foscor de la Lluna es deu a (la llum de) el sol està obstruïda. El costat que mira cap al Sol està completament il·luminat, i el costat que està lluny és fosc. Els planetes (així com la Lluna) tenen la naturalesa de l'aigua i reflecteixen la llum. La llum vessant des del Sol no sempre arriba a la lluna a causa de l'obstrucció de la mateixa terra—això es diu 'an-xu', un eclipse lunar. Quan succeeix (un efecte similar) amb un planeta (en diem) una ocultació; quan la Lluna passa a través de (el camí del Sol), llavors hi ha un eclipsi solar.
Zhang Heng va veure aquests fenòmens astronòmics en termes sobrenaturals. Els signes dels cometes, eclipsis i moviments dels cossos celestes podrien ser tots interpretats per ell com a guies celestials sobre com dur a terme els assumptes d'Estat. Els escriptors contemporanis també van escriure sobre els eclipsis i l'esfericitat dels cossos celestes. El teòric de la música i matemàtic Jing Fang (78–37 aC) va escriure sobre la forma esfèrica del Sol i la Lluna mentre es discuteix els eclipsis:
La Lluna i els planetes són Yin; tenen forma però sense llum. Només la reben quan el sol els il·lumina. Els antics amos consideraven el Sol tan rodona com una bala de ballesta, i van pensar que la Lluna tenia la naturalesa d'un mirall. Alguns d'ells van reconèixer la Lluna també com una bola. Les parts de la Lluna que el Sol il·lumina tenen un aspecte brillant, les parts que no, romanen fosques.
La teoria postulada per Zhang i Jing va ser da pels científics premoderns posteriors com Shen Kuo (1031–1095), que es va expandir en el raonament de per què el Sol i la Lluna eren esfèrics.

### Tanc extra per l'entrada de clepsidra

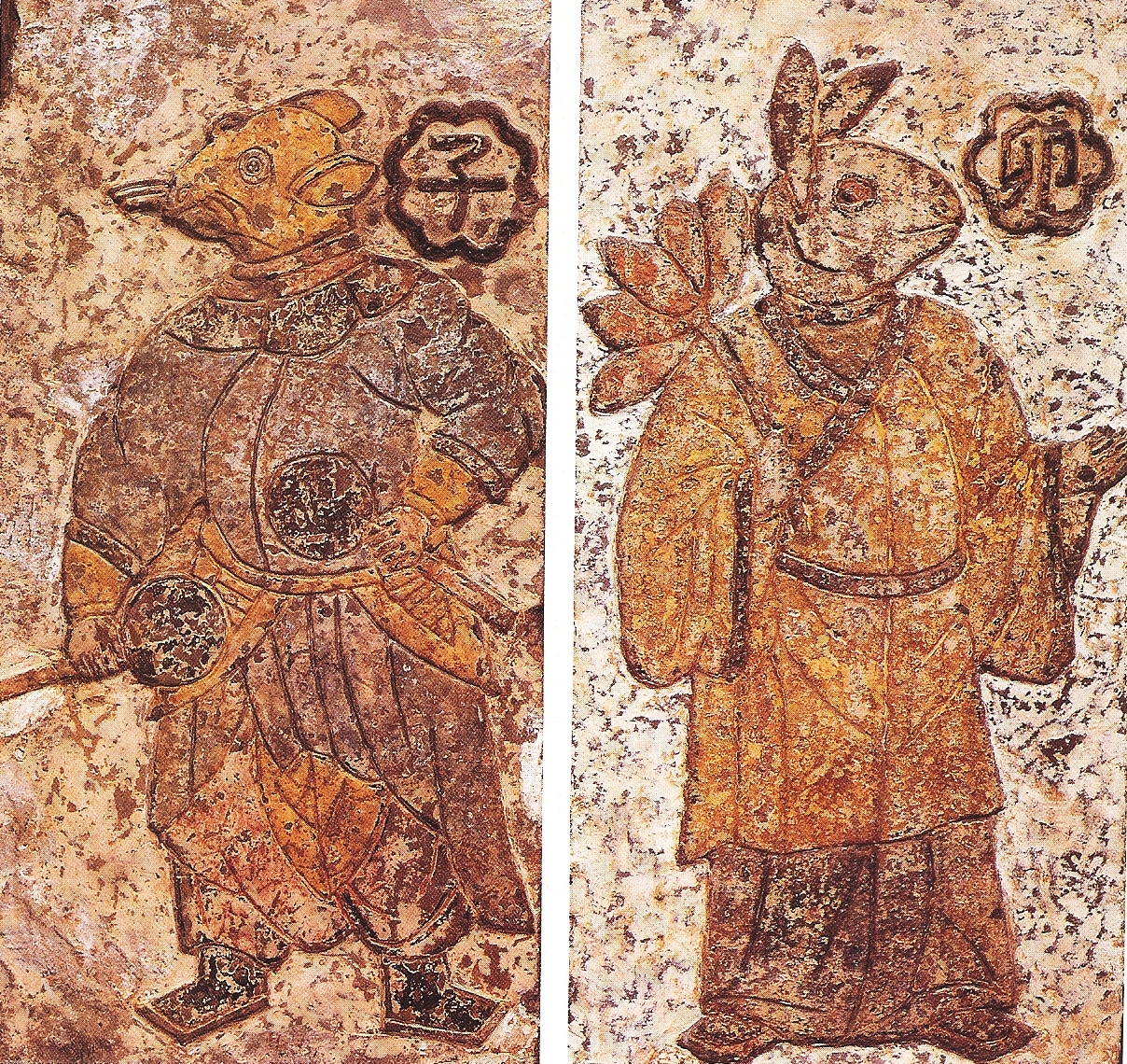
Pintures de rajola de la Dinastia Han; sent conscients del temps, els xinesos creien en esperits guardians de les divisions del dia i la nit, com aquests dos guardians aquí representen de les 11 de la nit a la 1 del matí (esquerra) i de 5 a les 7 del matí (dreta)

El flux de sortida de clepsidra es va utilitzar com a dispositiu de cronometratge a la Xina des de la Dinastia Shang (c. 1600–c. 1050 aC), i certament per la Dinastia Zhou (1122–256 aC). La clepsidra d'entrada amb una vareta indicadora en una carrossa havia estat coneguda a la Xina des del començament de la dinastia Han en 202 aC i havia substituït el tipus de sortida. Els xinesos Han van observar el problema de la caiguda del cap de pressió en el dipòsit, que alentia el cronometratge del dispositiu com el recipient de flux d'entrada s'omplia. Zhang Heng va ser el primer a abordar aquest problema, indicat en els seus escrits de 117, mitjançant l'addició d'un dipòsit de compensació addicional entre el dipòsit i el recipient d'entrada. Zhang també va muntar dues estatuetes d'un immortal xinès i un guàrdia celestial a la part superior de l'entrada de clepsidra, els dos que guiarien la vareta indicadora amb la mà esquerra i assenyalar les graduacions amb la seva dreta. Joseph Needham assenyala que això era potser l'ancestre de tots rellotges que marquen amb sons les hores que es troba en els rellotges mecànics en el segle viii, però assenyala que aquestes figures en realitat no es mouen com a figuretes de rellotge marcador o que soni les hores. Molts tancs de compensació addicionals s'afegirien a clepsidres posteriors en la tradició de Zhang Heng. En 610 els enginyers Geng Xun i Yuwen Kai de la Dinastia Sui (581–618) van elaborar una romana desigual capaç de fer ajustaments estacionals en la càrrega de pressió del dipòsit de compensació, de manera que pogués controlar el flux d'aigua per a diferents longituds de dia i nit durant l'any. Zhang va esmentar un "coll del Drac de Jade", que en temps posteriors significava un sifó. Ell va descriure sobre les carrosses i les varetes indicadores de l'entrada de clepsidra de la següent manera:
Atuells de bronze es fan i es col·loquen un a sobre de l'altre en diferents nivells; estan plens d'aigua pura. Cada un té a la part inferior una petita obertura en la forma d'un 'coll del Drac de Jade'. El degoteig de l'aigua (des de dalt) entra en dos receptors de flux d'entrada (alternativament), sent a la nit el de l'esquerra i la dreta per al dia. A les cobertes de cadascun (receptor entrada) hi ha petites estatuetes de fosa en bronze daurat; l'esquerra (nit) és un immortal i el dret (dies) és un policia. Aquestes figures guien la vareta indicadora (lit. fletxa) amb la mà esquerra, i indicar les graduacions amb la mà dreta, donant així el temps.

### Esfera armil·lar d'aigua

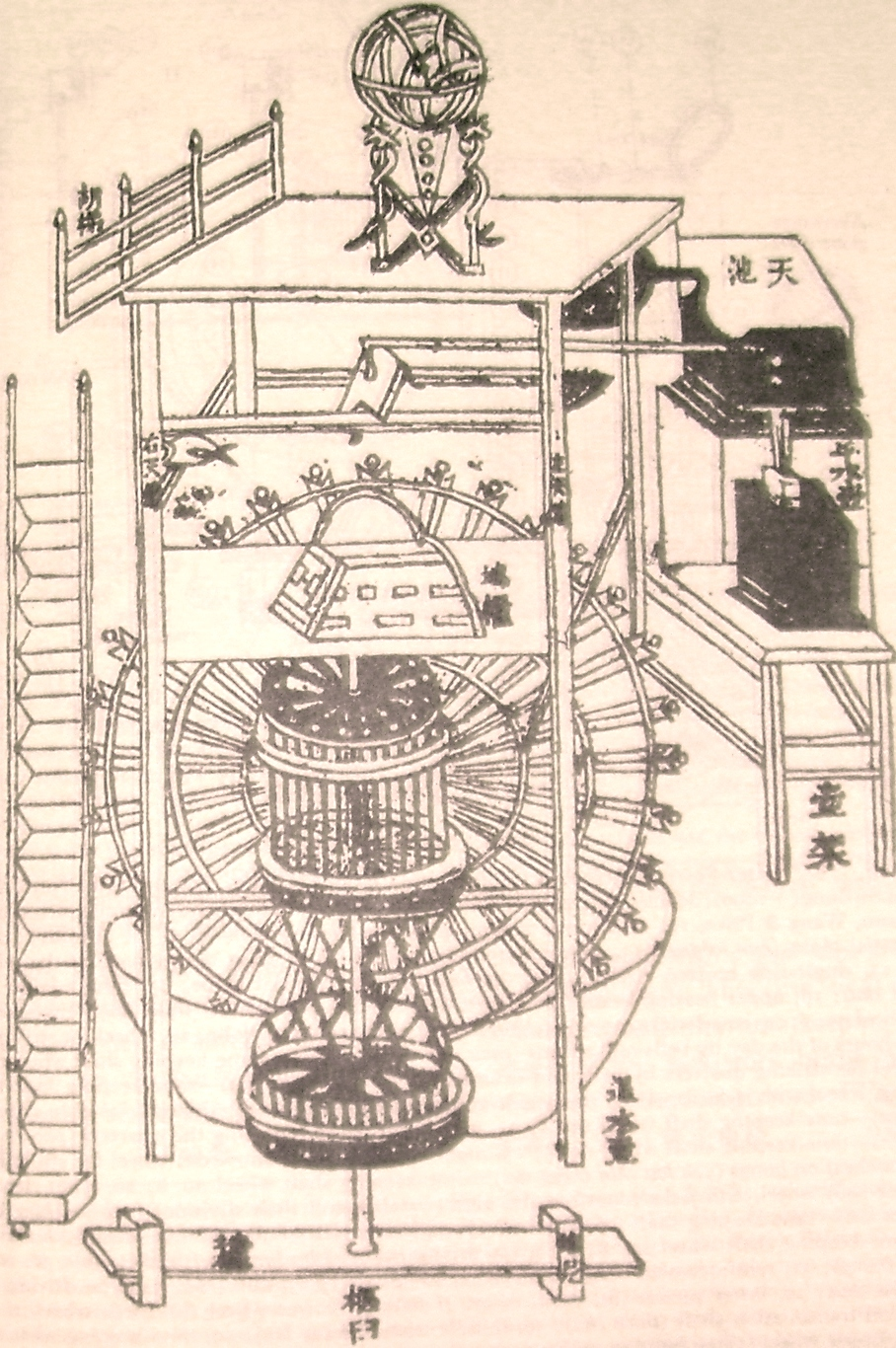
El diagrama original de la torre de rellotge de Su Song (1020–1101), mostrant una esfera armil·lar alimentada per una roda d'aigua, un mecanisme d'escapament, i una transmissió per cadena

Zhang Heng és la primera persona que sap que té una potència motriu hidràulica aplicada (p.e. utilitzant una roda hidràulica i una clepsidra) per fer girar una esfera armil·lar, un instrument astronòmic que representa l'esfera celestial. L'astrònom grec Eratòstenes (276–194 aC) va inventar la primera esfera armil·lar en 255 aC. L'esfera armil·lar xinesa va ser totalment desenvolupada en 52 aC, amb l'afegiment de l'astrònom Geng Shouchang d'un anell equatorial inseparable. En AD 84 els astrònoms Fu An i Jia Kui van afegir l'anell de l'eclíptica, i, finalment, Zhang Heng afegeix els anells de l'horitzó i dels meridians. Aquesta invenció es descriu i s'atribueix a Zhang en les citacions de Hsu Chen i Li Shan, fent referència al seu llibre Lou Shui Chuan Hun Thien I Chieh (Aparells per a la rotació d'una esfera armil·lar amb aigua de clepsidra). És probable que no era un llibre real de Zhang, però sí un capítol del seu Hun I o Hun I Thu Chu, escrit en 117 AD. La seva armil·lar d'accionament hidràulic va influir en el disseny dels rellotges posteriors d'aigua de la Xina i va portar al descobriment del mecanisme d'escapament pel segle viii. L'historiador Joseph Needham (1900–1995) declara:
Quins van ser els factors que condueixen al primer rellotge d'escapament a la Xina? El cap de la tradició que porta a Yi Xing (AD 725) va ser, per descomptat, la successió dels 'pre-rellotges' que havia començat amb Zhang Heng al voltant de 125. La raó ha estat donat per creure que aquesta potència aplicada servia per alentir el moviment de gir de les esferes armilares computacionals i globus celestes per mitjà d'una roda hidràulica utilitzant el degoteig clepsidra, que de manera intermitent exerceix la força d'una orelleta per actuar sobre les dents d'una roda en un eix polar. Zhang Heng al seu torn havia compost aquesta disposició mitjançant la unió dels anells armil·lars dels seus predecessors en l'esfera armil·lar equatorial, i combinant-ho amb els principis dels molins d'aigua i els martells hidràulics que s'havien sigut tan estesos en la cultura xinesa al segle anterior.
Zhang no va iniciar la tradició xinesa d'enginyeria hidràulica, que va començar a mitjans de la dinastia Zhou (c. segle vi aC), a través del treball dels enginyers com Sunshu Ao i Ximen Bao. El contemporani de Zhang, Du Shi, (d. AD 38) va ser el primer a aplicar la força motriu de rodes hidràuliques per operar les manxes d'un alt forn per fer lingots de ferro, i el cubilot per fer ferro colat. Zhang va proporcionar una valuosa descripció de la seva esfera armil·lar d'accionament hidràulic en el tractat de 125, declarant:
L'anell equatorial va al voltant de la panxa de l'esfera armil·lar de 91 i 5/19 (graus) de distància des del pol. El cercle de l'eclíptica també gira al voltant del ventre de l'instrument en un angle de 24 (graus) amb l'equador. Així, en el solstici d'estiu l'eclíptica és de 67 (graus) i una fracció de distància des del pol, mentre que en el solstici d'hivern és de 115 (graus) i una fracció de distància. Per tant, (els punts), on l'eclíptica i l'equador es creuen de donar les distàncies polars del nord dels equinoccis de primavera i tardor. Però ara (s'ha registrat que) l'equinocci de primavera és de 90 i 1/4 (graus) de distància des del pol, i l'equinocci de tardor és el 92 i 1/4 (graus) de distància. La xifra anterior s'adopta només perquè està d'acord (amb els resultats obtinguts) pel mètode de mesurament d'ombres del sol solsticials que es concreta en el calendari Xia (Dinastia).
Esfera armilar d'accionament hidràulic de Zhang Heng va tenir efectes profunds en l'astronomia xinesa i l'enginyeria mecànica en les generacions posteriors. El seu model i el seu complex ús d'arts influenciats en gran manera els instruments d'accionament hidràulic dels astrònoms posteriors com Yi Xing (683–727), Zhang Sixun (fl. segle X), Su Song (1020–1101), Guo Shoujing (1231–1316), i molts altres. Les esferes armil·lars d'aigua a l'estil de Zhang Heng es van utilitzar en les eres dels Tres Regnes (220–280) i la Dinastia Jin (265–420), però, el disseny era temporalment fora d'ús entre 317 i 418, a causa de les invasions del nòmades del nord de Xiongnu. Els antics instruments de Zhang Heng van ser recuperats en 418, quan l'Emperador Wu de Liu Song (r. 420–422) va capturar l'antiga capital de Chang'an. Encara que segueix intacta, les marques de graduació i les representacions de les estrelles, la lluna, el sol i els planetes estaven bastant desgastades pel temps i l'òxid. En 436, l'emperador va ordenar Qian Luozhi, el Secretari de l'Oficina de l'Astronomia i Calendari, per recrear el dispositiu de Zhang, que se les va arreglar per fer-ho amb èxit. El globus celeste d'accionament hidràulic de Qian estava encara en ús en l'era de la dinastia Liang (502–557), i els models successius d'esferes armil·lars d'accionament hidràulic van ser dissenyats en dinasties posteriors.

### Sismògraf de Zhang

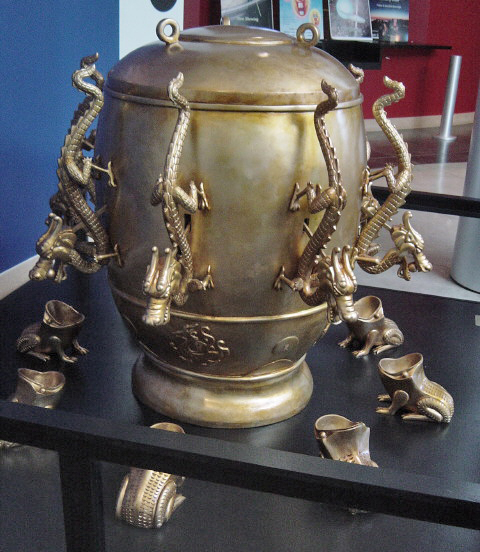
Una rèplica del sismòmetre de Zhang Heng, el Houfeng didong yi, en el Chabot Space & Science Center de Oakland, Califòrnia

En els temps antics, els xinesos estaven preocupats amb la força destructiva dels terratrèmols. Va ser registrat en Registres del Gran Historiador de Sima Qia en 91 aC que en 780 aC un terratrèmol havia estat prou potent com per desviar els cursos de tres rius. No se sabia durant l'època en què els terratrèmols eren causats pel desplaçament de plaques tectòniques en l'escorça terrestre; en canvi, el poble de l'antiga dinastia Zhou explicaven que les pertorbacions era el yin i yang còsmic, juntament amb el descontentament del Cel amb els actes negatius comesos (o les queixes comunes ignorades del poble) per la dinastia governant actual. Aquestes teories van ser en última instància, derivades de l'antic text de Yijing (Llibre dels Canvis), en el seu cinquantè primer hexagrama. Hi havia altres teories primerenques sobre terratrèmols, desenvolupades a l'antiga Grècia. Anaxàgores (c. 500–428 BC) creia que eren causats per l'excés d'aigua prop de la superfície de l'escorça de la Terra en els seus buits; Demòcrit (c. 460–370 BC) va creure que la saturació de la terra amb l'aigua ho havia causat; Anaxímenes (c. 585–c. 525 BC) va creure que eren el resultat de peces massives de la Terra que cauen en els buits cavernosos a causa de la sequera; i Aristòtil (384–322 BC) creia que eren causats per la inestabilitat del vapor (pneuma) causada per l'assecat de la humitat de la Terra pels rajos del Sol.
Durant la dinastia Han, molts estudiosos—incloent Zhang Heng—van creure en els "oracles dels vents". Aquests oracles de l'ocult observen la direcció, força, 
i el moment dels vents, a especular sobre l'operació del cosmos i de predir esdeveniments a la Terra. Aquestes idees van influir en l'opinió de Zhang Heng de la causa dels terratrèmols. A contrapèl de les teories anteriors proposades pels seus col·legues xinesos i contemporanis grecs, Zhang Heng creia que els terratrèmols eren causats pel vent i l'aire, així va escriure:
| « | La principal causa del terratrèmol és l'aire, un element que de manera natural canvia i passa d'un lloc a un altre. Sempre que no s'agiti, s'oculta en un espai buit, on reposa innocentment, donant problemes als objectes al seu voltant. Però qualsevol causa pot venir des de fora que, o el comprimeix i el condueix a un espai estret ... i quan l'oportunitat d'escapar es talla, llavors 'Amb el profund murmuri de la muntanya rugeix al voltant de les seves fronteres', que després de molt maltractament que desallotja i la llança a la part alta, creixent més fort com més fort l'obstacle amb el qual s'ha sostingut. | » |

En 132, Zhang Heng va presentar a la corta de Han el que molts historiadors consideren que és la seva invenció més impressionant, el primer sismòmetre. Va ser anomenat "penell de terratrèmol" (houfeng didongyi 候風地動儀, lit. instrument per mesurar els vents estacionals i els moviments de la Terra), i era capaç de determinar gairebé la direcció (de vuit direccions) d'on provenia el terratrèmol. Segons el Llibre de Han tardà (compilat per Fan Ye en el segle V), el dispositiu en forma d'urna de bronze, amb un pèndol que oscil·la a l'interior, va ser capaç de detectar la direcció d'un terratrèmol a centenars de quilòmetres de distància. Això era essencial pel govern de Han en l'enviament d'ajuda ràpida i socors a les regions devastades per aquest desastre natural. El Llibre de Han tardà registres que, en una ocasió, el dispositiu de Zhang va ser accionat, encara que cap observador havia notat cap pertorbació sísmica; diversos dies després va arribar un missatger des de l'oest i va reportar que un terratrèmol havia tingut lloc a Longxi (actual Província de Gansu), la mateixa direcció que el dispositiu de Zhang havia indicat i, per tant, la cort es va veure obligada a admetre de l'eficàcia del dispositiu.
Per indicar la direcció d'un terratrèmol distant, el dispositiu de Zhang feia deixar caure una bola de bronze d'una de vuit projeccions amb càmera d'aire en forma de caps de drac; la pilota queia a la boca d'un corresponent objecte de metall en forma de gripau, cadascun representant una direcció com la d'una rosa dels vents. El dispositiu tenia vuit braços mòbils (per a totes les vuit direccions) connectats amb manetes que tenen mecanismes de captura a la perifèria. Quan es disparava, una palanca i un cigonyal d'angle aixeca un cap de drac i allibera una pilota que havia estat da per la mandíbula inferior del cap del drac. El dispositiu també inclou un passador vertical que passa a través d'una ranura a la maneta, un dispositiu de captura, un pivot en una projecció, un cabestrell del pèndol, un accessori per al cabestrell, i una barra horitzontal suportant el pèndol. Wang Zhenduo (王振鐸) va argumentar que la tecnologia de l'era Han de l'Est era prou sofisticada com per produir un dispositiu d'aquest tipus, com s'evidencia per palanques i manetes contemporànies utilitzades en altres dispositius com ara desencadenants de ballesta.

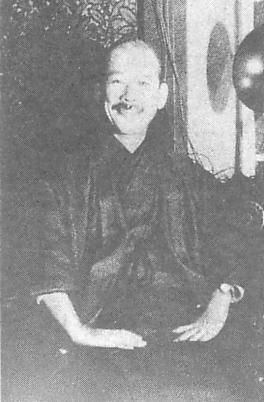
El sismòleg japonès Akitsune Imamura, que va reconstruir el sismògraf de Zhang Heng el 1939 mentre treballava a la Universitat de Tòquio

La Xina de períodes posteriors va ser capaç de reinventar el sismòmetre de Zhang. Entre ells, el matemàtic i agrimensor del segle vi Xindu Fang de la Dinastia Qi septentrional (550–577) i l'astrònom i matemàtic Lin Xiaogong de la dinastia Sui (581–618). Zhang, Xindu Fang i Lin Xiaogong van rebre patrocini imperial pels seus serveis en l'artesania de dispositius per a la cort. En l'època de la dinastia Yuan (1271–1368), es va reconèixer que tots els dispositius prèviament realitzats van ser preservats, a excepció del sismòmetre. Això va ser discutit per l'estudiós Zhou Mi al voltant del 1290, que va comentar que els llibres de Xindu Fang i Lin Xiaogong detallant els seus dispositius sismològics ja era impossible de trobar. Horwitz, Kreitner, i Needham especulen si els sismògrafs de la dinastia Tang (618–907) van ser traslladats al Japó contemporani; segons Needham, "han estat descrits instruments de tipus aparentment tradicional en què un pèndol transporta passadors que es projecten en moltes direccions i és capaç de perforar un cilindre de paper al voltant."
Hong-sen Yan estableix que les rèpliques modernes del dispositiu de Zhang no han aconseguit arribar al nivell de precisió i sensibilitat que es descriu en els registres històrics xinesos. Wang Zhenduo va presentar dos models diferents del sismòmetre basats en antigues descripcions del dispositiu de Zhang. En la reconstrucció de 1936, el pilar central (du zhu) del dispositiu va ser d'un pèndol suspès que actua com un sensor de moviment, mentre que el pilar central del seu segon model de 1963 va ser un pèndol invertit. Segons Needham, mentre treballava en l'Observatori Sismològic de la Universitat de Tòquio el 1939, Akitsune Imamura i Hagiwara van fer una reconstrucció del model de Zhang. Mentre que fou John Milne i Wang Zhenduo qui sostenien des del principi que el "pilar central" de Zhang era un pèndol suspès, Imamura fou el primer a proposar un model invertit. Va sostenir que el xoc transversal hauria rendit de manera ineficaç el mecanisme d'immobilització de Wang, ja que no hi hauria impedit el moviment addicional que podria colpejar les altres boles fora de la seva posició. El 13 de juny de 2005, sismòlegs xinesos actuals van anunciar que havien creat amb èxit una rèplica de l'instrument.
Anthony J. Barbieri-Low, un Professor d'Història de la Xina Antiga a la Universitat de Califòrnia, Santa Barbara, cita Zhang Heng com un dels diversos alts funcionaris de Han de l'Est que es dedicaven a l'artesania que tradicionalment s'havia reservat per als artesans (gong 工), com l'enginyeria mecànica. Barbieri-Low especula que Zhang només va dissenyar el seu sismòmetre, però en realitat no va fabricar el mateix dispositiu. Afirma que el més probable és que ha estat fabricat pels artesans encarregats per Zhang. Ell va escriure: "Zhang Heng va ser un oficial de moderat alt rang i no es podia esbrinar si el gong va ser fabricat pels artesans i els esclaus del govern. El més probable, va treballar en col·laboració amb treballadors professionals i fabricants de motlles en els tallers imperials."

### Cartografia

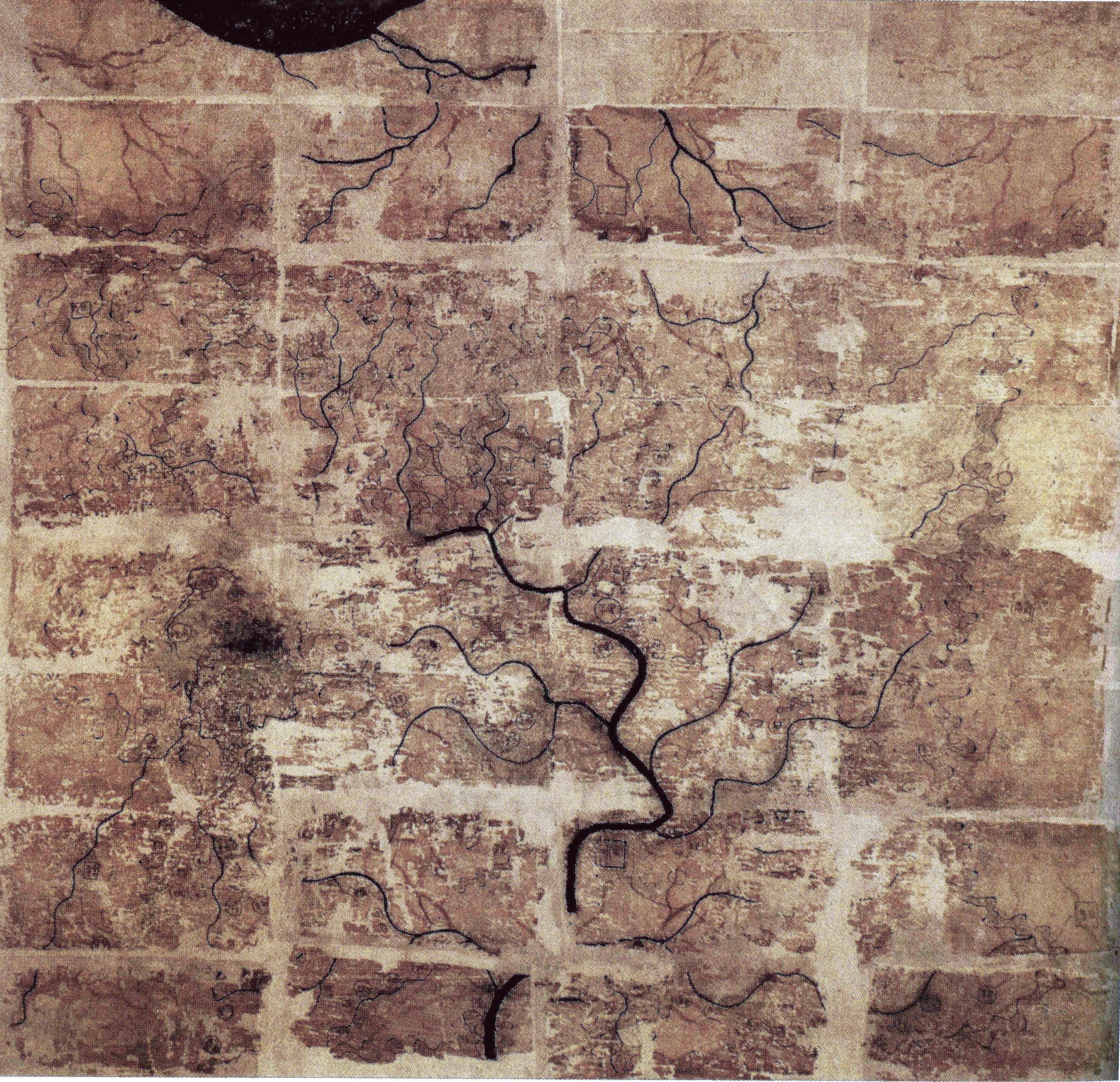
Un mapa de seda primitiu del Han occidental (202 BC – AD 9) trobat en la tomba 3 de Mawangdui, que representa el Regne de Changsha i el Regne de Nanyue al sud de la Xina (Atenció: la direcció al sud s'orienta a la part superior, al nord a la part inferior).

El cartògraf i oficial de les dinasties Wei (220–265) i Jin (265–420) Pei Xiu (224–271) va ser el primer a la Xina a descriure completament la malla de referència geomètrica per als mapes que van permetre mesures precises utilitzant una escala graduada, així com l'elevació topogràfica. No obstant això, la creació de mapes a la Xina havia existit des d'almenys el segle iv aC amb els mapes de l'estat de Qin trobats a Gansu el 1986. Va assenyalar amb exactitud els cursos dels rius serpentejants i va familiaritzar la distància a escala que havien s'havia conegut des de les dinasties Qin i Han, respectivament, com s'evidencia pels seus mapes existents, mentre que l'ús d'una malla rectangular s'havia conegut a la Xina des de la dinastia Han. L'historiador Howard Nelson assenyala que, encara que les referències del treball de Zhang Heng en la cartografia no són gaire serioses, hi ha àmplia evidència escrita que Pei Xiu va derivar la utilització de la referència de la malla rectangular a partir dels mapes de Zhang Heng. Rafe de Crespigny afirma que va ser Zhang que va establir el sistema de malla rectangular a la cartografia xinesa. Needham assenyala que el títol del seu llibre Flying Bird Calendar pot haver estat un error, i que el llibre està titulat amb més precisió com a Bird's Eye Map. L'historiador Florian C. Reiter observa que la narrativa de Zhang en "Guitian fu" conté una frase aplaudint els mapes i documents de Confuci de la dinastia Zhou, que Reiter suggereix els mapes (tu) en un mateix nivell d'importància amb els documents (shu). Està documentat que el mapa de geografia física es va presentar per primera vegada per Zhang Heng en 116 aC, anomenat Ti Hsing Thu.

### Hodòmetre i el carro que assenyala al sud
Zhang Heng sovint se li atribueix la invenció del primer hodòmetre, un èxit també atribuït a Arquímedes (c. 287–212 BC) i Heró d'Alexandria (fl. AD 10–70). Dispositius similars van ser utilitzats pels romans i els imperis Han xinesos en el mateix període. En el segle iii, els xinesos havien anomenat el dispositiu com a ji li gu che, o carro tambor de recollida de "li" (el mesurament modern de li = 500 m/1640 ft).

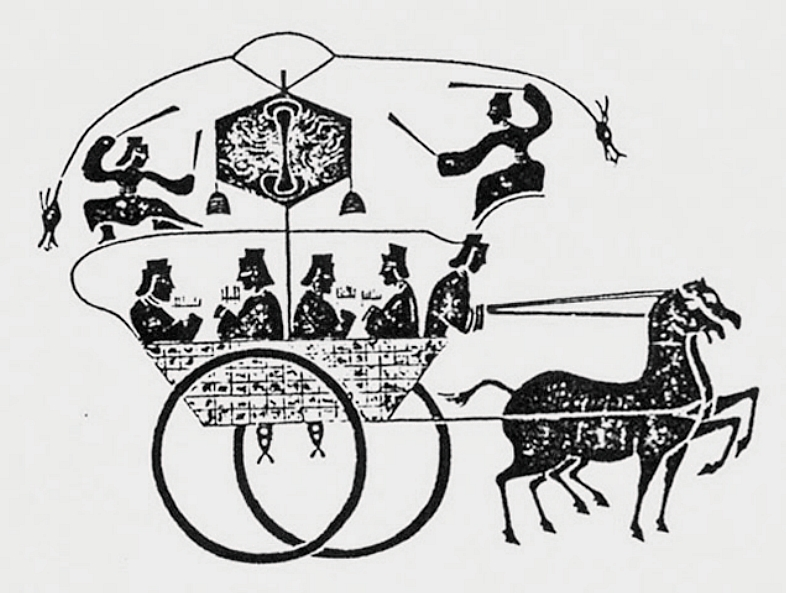
Carro d'hodòmetre d'un fresc de pedra d'una tomba de l'Est de la dinastia Han, c. 125

Els texts xinesos antics descriuen les funcions del carro mecànic; després de travessar un li, una figura de fusta accionada mecànicament que colpeja un tambor, i després de deu li havia estat cobert, una altra figura de fusta colpejava un gong o una campana amb el seu braç d'accionament mecànic. No obstant això, no hi ha evidència que suggereixi que la invenció de l'hodòmetre va ser un procés gradual en la dinastia Han de la Xina que es va centrar al voltant de la cort de "huang men" (p.e. eunucs de palau, funcionaris, assistents i familiars, actors, acròbates, etc.) que van seguir la processó musical del "carro de tambor" reial. S'especula que en algun moment durant el segle i aC el batre de tambors i gongs va ser impulsat mecànicament per la rotació de les rodes. Aquest podria haver estat realment el disseny de Luoxia Hong (c. 110 BC), però, almenys 125 carros hodòmetre mecànics coneguts, com es representa en un mural de la tomba de Xiao Tang Shan.
El carro assenyalador al sud va ser un altre dispositiu mecànic acreditat a Zhang Heng. Era un vehicle brúixola no magnètic amb la forma d'un carro de dues rodes. Els engranatges diferencials impulsats per les rodes del carro van permetre una estatueta de fusta (en la forma d'un ministre d'Estat xinès) perquè apunti al sud constantment, d'aquí el seu nom. Els registres de Song Shu (c. AD 500) diuen que Zhang Heng va reinventar-lo d'un model utilitzat en l'època de la dinastia Zhou, però el col·lapse violent de la dinastia Han, lamentablement, no va permetre que es conservés. Fos o no Zhang Heng qui va inventar-lo, Ma Jun (200–265) va aconseguir crear el carro al segle següent.

## Llegat

### Ciència i tecnologia

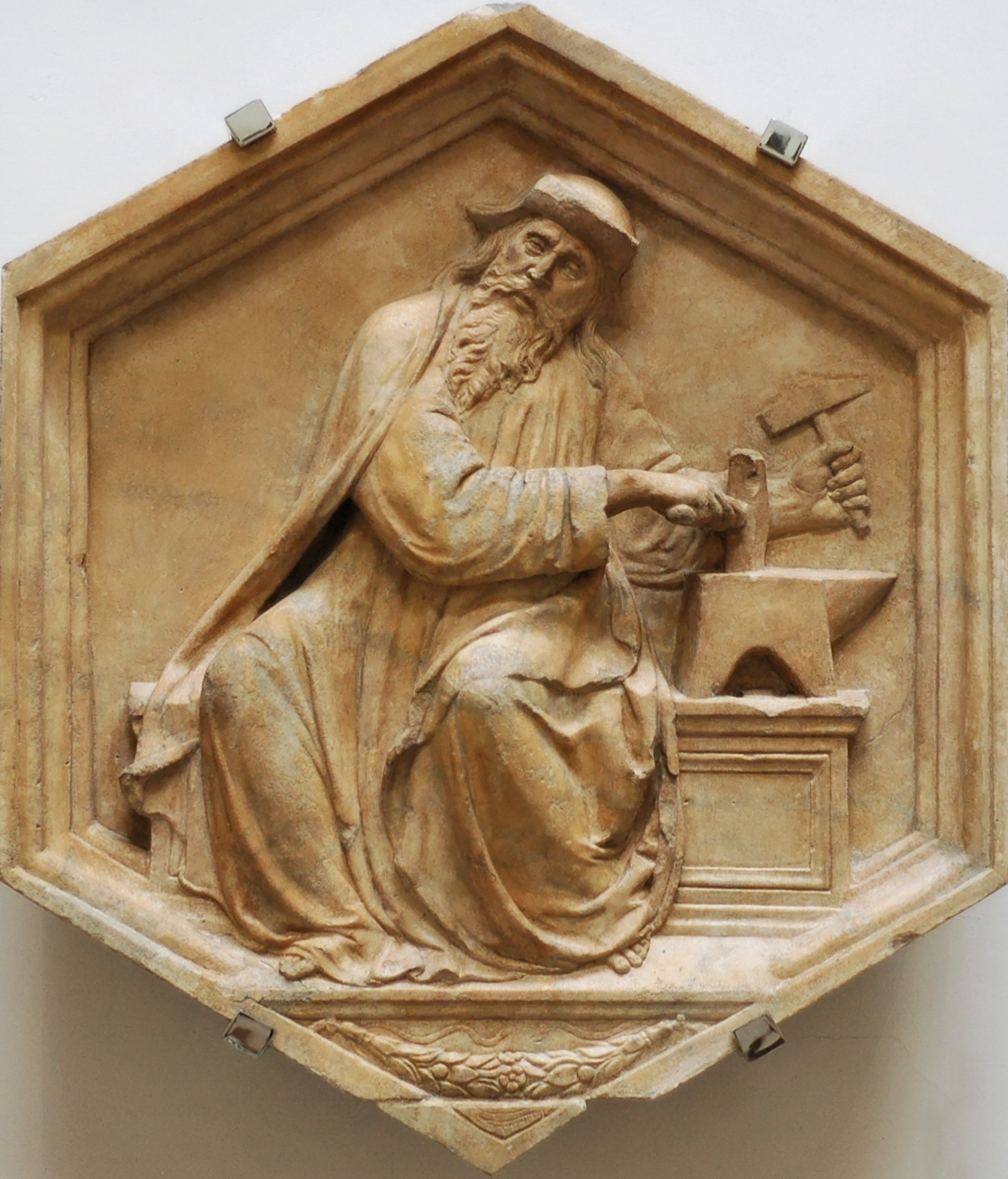
Un marbre florentí de Ptolemeu (86–161), que va crear una teoria de l'univers centrada en la Terra que els estudiosos Jin Guantao, Fan Hongye, i Liu Qingfeng comparen amb la teoria de Zhang Heng publicada en 125

Les invencions mecàniques de Zhang Heng van ser influenciades més tard per inventors xinesos com Yi Xing, Zhang Sixun, Su Song, i Guo Shoujing. Su Song va nomenar directament l'esfera armil·lar d'aigua de Zhang com a inspiració per la seva torre de rellotge del segle xi. El model còsmic de nou punts del Cel corresponent amb nou regions de la terra concebuts en la tasca de l'erudit i funcionari Chen Hongmou (1696–1771) van seguir en la tradició del llibre de Zhang Spiritual Constitution of the Universe. El sismòleg John Milne, que va crear el sismògraf modern el 1876 juntament amb Thomas Gray i James A. Ewing a l'Imperial College of Engineering a Tòquio, va comentar el 1886 les contribucions de Zhang Heng a la sismologia. L'historiador Joseph Needham va emfatitzar les seves contribucions a la tecnologia xinesa premoderna, afirmant que Zhang va observar fins i tot en el seu dia per ser capaç de "fer que tres rodes girin com si fossin una." Més d'un estudiós ha descrit Zhang com a erudit. No obstant això, alguns experts també assenyalen que l'escriptura de Zhang manca de teories científiques concretes. Comparant Zhang amb el seu contemporani, Ptolemeu (83–161) de l'Egipte romana, Jin Guantao, Fan Hongye, i Liu Qingfeng afirmen:
Sobre la base de les teories dels seus predecessors, Zhang Heng va desenvolupar sistemàticament la teoria de l'esfera celeste. Un armil·lar construït sobre la base de la seva hipòtesi té una notable similitud amb la teoria geocèntrica de Ptolemeu. No obstant, Zhang Heng no va proposar definitivament un model teòric com el geocèntric de Ptolemeu. És sorprenent que el model celestial de Zhang Heng havia fet era gairebé un model físic de la teoria geocèntrica de Ptolemeu. Només un pas separa el globus celeste de la teoria centrada en la Terra, però els astrònoms xinesos mai van prendre aquest pas.
Aquí podem veure la importància de la funció d'exemple de l'estructura científica primitiva. Per tal d'utilitzar el sistema de la geometria euclidiana com un model per al desenvolupament de la teoria astronòmica, Ptolemeu primer va haver de seleccionar les hipòtesis que podrien servir com axiomes. Ell, naturalment, havia considerat el moviment circular com a fonamental i després utilitza el moviment circular de deferents i epicicles en la seva teoria centrada en la Terra. Tot i que Zhang Heng entén que el sol, la lluna i els planetes es mouen en cercles, però no tenia un model per a una teoria lògicament estructurada i així no va poder establir una teoria astronòmica. L'astronomia xinesa estava més interessada en l'extracció de les característiques algebraiques del moviment planetari (és a dir, la longitud dels períodes cíclics) per establir teories astronòmiques. Per tant, l'astronomia es va reduir a operacions aritmètiques, amb l'extracció de múltiples i divisors comuns a partir dels moviments cíclics observats dels cossos celestes.

### Literatura poètica
La poesia de Zhang va ser molt llegit durant la seva vida i després de la seva mort. A més de la recopilació de Xiao Tong esmentat anteriorment, la Eastern Wu oficial Xue Zong (d. 237) va escriure comentaris sobre els poemes de Zhang "Dongjing fu" i "Xijing fu". El poeta influent Tao Qian va escriure que admirava la poesia de Zhang Heng per la seva "dicció extravagant amb l'objectiu de simplicitat", pel que fa a la tranquil·litat percebuda i la rectitud que correlacionen amb el llenguatge simple però eficaç del poeta. Tao va escriure que tan Zhang Heng com Cai Yong "van evitar el llenguatge inflat, apuntant principalment a la simplicitat", i afegint que les seves "obres comencen per donar una lliure expressió a les seves fantasies, però acaben amb una nota de tranquil·litat, que serveix admirablement per frenar la naturalesa indisciplinada i apassionada".

### Honors pòstums
Zhang se li va atorgar grans honors en vida i en la mort. El filòsof i poeta Fu Xuan (217–278) de les dinasties Wei i Jin una vegada havia lamentat en un assaig sobre el fet que Zhang Heng mai va ser col·locat en el Ministeri d'Obres Públiques. Va escriure molt favorable a Zhang i l'enginyer mecànic del segle iii Ma Jun, Fu Xuan va escriure, "Cap d'ells va ser alguna vegada un funcionari del Ministeri d'Obres Públiques, i els seus enginys no es van beneficiar del món. Quan (les autoritats) van utilitzar personal sense tenir en compte el talent especial, i l'abandonament dels genis—això no és odiós i desastrós?"
En honor dels èxits de Zhang en la ciència i la tecnologia, el seu amic Cui Ziyu (Cui Yuan) va escriure una inscripció commemorativa en la seva tomba, que s'ha conservat en el Guwen yuan. Cui va declarar, "els càlculs matemàtics de Zhang Heng van eliminar (els enigmes) del cel i la terra. Les seves invencions van ser comparables fins i tot a les de l'Autor del Canvi. L'excel·lència del seu talent i l'esplendor del seu art es comparava com dels déus." El funcionari de menor rang Xiahou Zhan (243–291) de la dinastia Wei va fer una inscripció per la seva pròpia estela commemorativa per ser col·locada en la tomba de Zhang Heng. Així deia: "Des que els senyors han compost els textos literaris, cap ha estat tan hàbil com el Mestre [Zhang Heng] en triar tan bé les seves paraules ... si només els morts poguessin despertar, oh llavors podria recórrer a ell com a professor!"
Hi ha diverses coses que porten el nom de Zhang en els temps moderns, incloent el cràter lunar Chang Heng, l'asteroide 1802 Zhang Heng, i el mineral Zhanghengita.